# Astroides calycularis
Astroides calycularis (Pallas, 1766) è una madrepora incrostante dal caratteristico colore arancione, diffusa nelle acque del Mediterraneo. È l'unica specie nota del genere Astroides.

## Descrizione

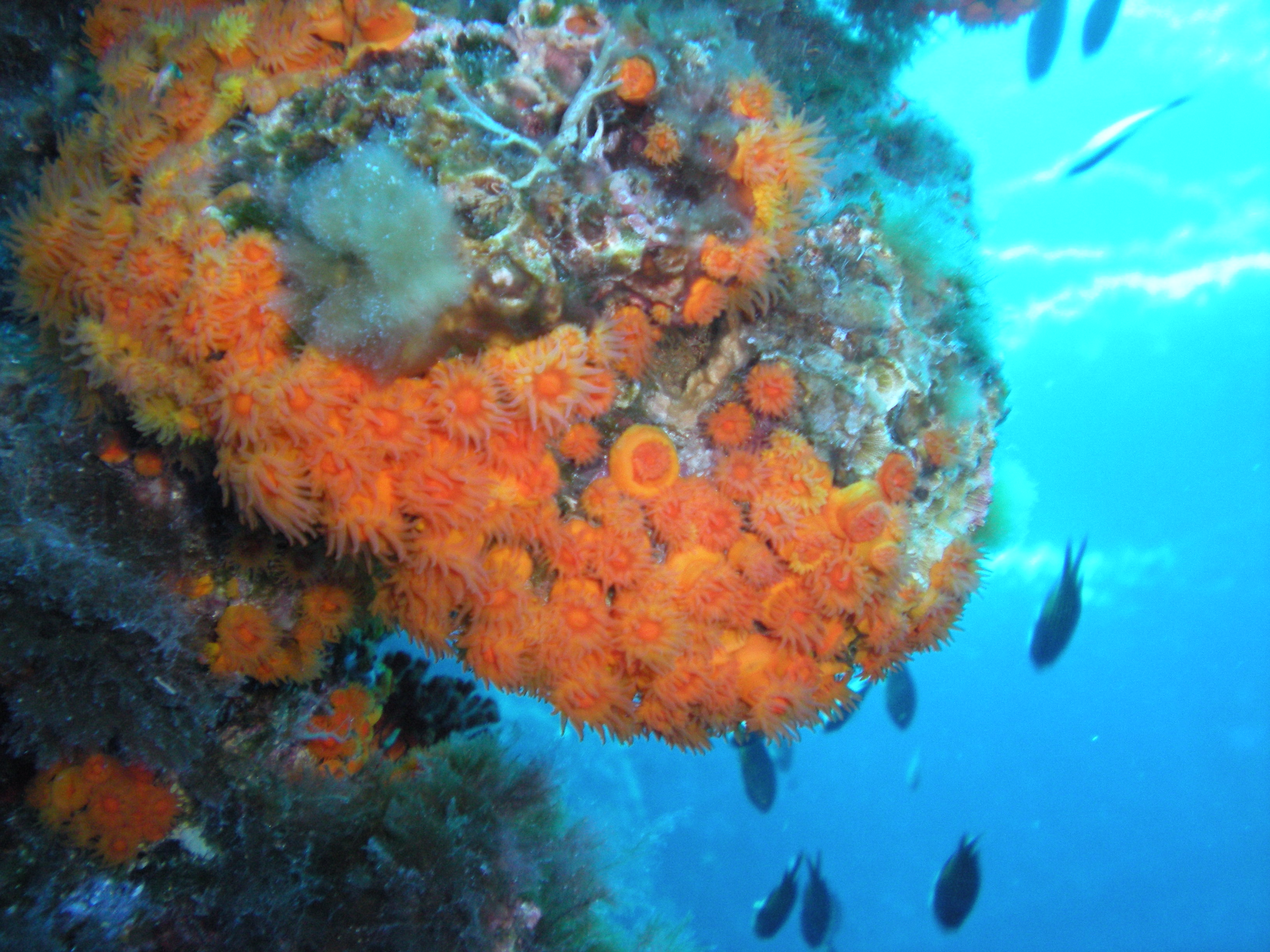
Colonia di A. calycularis, Linosa

Forma colonie tondeggianti dal caratteristico colore arancione.
La disposizione dei coralliti può essere di tipo cerioide (cioè posti a stretto contatto l'uno con l'altro, con teche parzialmente fuse, di tipo plocoide (cioè con coralliti distanziati) o, a maggiori profondità, di tipo faceloide (cioè con conformazione allungata, a forma di tubo).
I polipi numerosi tentacoli retrattili.

## Distribuzione e habitat
È diffuso principalmente nel Mediterraneo centrale e meridionale ma anche nell'Atlantico nelle adiacenze dello stretto di Gibilterra.
Forma colonie incrostanti su rocce e cavità già a partire dalla superficie sino ai 50 metri di profondità.

## Biologia
Come tutti gli antozoi, la specie è carnivora e si nutre prevalentemente di plancton. È un corallo anermatipico, privo di zooxantelle.
Nel 2018 uno studio ha dimostrato che i polipi di questo corallo sono in grado di cooperare per la cattura della medusa Pelagia noctiluca: un primo gruppo di polipi corallini afferra la medusa dal suo ombrello mentre un secondo gruppo inizia a divorarne i tentacoli.

## Conservazione
Uno studio del 2004 ha evidenziato in alcune aree un tasso di estinzione delle colonie di questa specie fino al 50% annuo.
La specie è protetta dalla Convention on International Trade in Endangered Species of Wild Flora and Fauna (CITES) ma non rientra tra le specie nella lista rossa della IUCN.